# 科林斯 (肯塔基州)
科林斯（英語：Corinth），是美国肯塔基州的一座城市。面积约为5.4平方公里（2.1平方英里）。根据2010年美国人口普查，该市的人口为232人。